# Selania leplastriana
Selania leplastriana is een vlinder uit de familie bladrollers (Tortricidae). De wetenschappelijke naam is voor het eerst geldig gepubliceerd in 1831 door Curtis.
De soort komt voor in Europa.